# Greame Campbell
Greame Campbell (ur. 4 listopada 1954 roku w Montrealu) – kanadyjski reżyser, scenarzysta i montażysta.

## Filmografia

### Reżyseria
- 2009: The National Tree
- 2009: The Best Years
- 2008: An Old Fashioned Thanksgiving
- 2005–2008: Degrassi: Nowe Pokolenie (Degrassi: The Next Generation)
- 2004–2008: Gwiazda od zaraz (Instant Star)
- 2003: Zrujnowana (Going for Broke)
- 2002–2006: Dziwne przypadki w Blake Holsey High (Strange Days at Blake Holsey High)
- 2002–2005: 11. godzina (The Eleventh Hour)
- 2002: Zła znajomość (Guilt By Association)
- 2001–2004: Pokolenie mutantów (Mutan X)
- 2001: Niebezpieczne dziecko (Dangerous Child)
- 2000: G-Saviour
- 2000: Out of Sync
- 1999–2001: Życie do poprawki (Twice in a Lifetime)
- 1999: Na łasce zabójcy (At the Mercy of a Stranger)
- 1998: Nico jednorożec (Nico the Unicorn)
- 1997: Wulkan płonący szczyt (Volcano: Fire on the Mountain)
- 1997: Rodzinie na ratunek (Country Justice)
- 1996: Szkoła wybaczania (Unforgivable)
- 1996: Mów do mnie (Talk to Me)
- 1995–2002: Po tamtej stronie (The Outer Limits)
- 1995: Uwięziony na poddaszu (The Man in the Attic)
- 1995: Ucieczka ze strefy śmierci (Deadlocked: Escape from Zone 14)
- 1994: Zniknięcie Vonnie (The Disappearance of Vonnie)
- 1993–1997: Legendy Kung Fu (Kung Fu: The Legend Continues)
- 1993–1997: Ready or Not
- 1992–1998: North of 60
- 1992–1994: The Odyssey
- 1991–1993: The Hidden Room
- 1991–1993: Street Justice
- 1991: Podróż w mrok (Deadly Betrayal: The Bruce Curtis Story)
- 1990: Still Life
- 1989–1996: Droga do Avonlea (Road to Avonlea)
- 1988: Więzy krwi (Blood Relations)
- 1985–1992: The Ray Bradbury Theater

### Scenariusz
- 1990: Still Life
- 1985: Cowboys Claim

### Montaż
- 1985: Cowboys Claim
- 1982: Cimarrones